# Eugen Geinitz
Franz Eugen Geinitz, född 15 februari 1854 i Dresden, död 9 mars 1925 i Rostock, var en tysk geolog och mineralog. Han var son till Hanns Bruno Geinitz.
Geinitz var professor i geologi vid universitetet i Rostock och författade bland annat Beiträg zur Geologie Mecklenburgs (1880), Die Flötzformationen Mecklenburgs (1883), Geologischer Führer durch Mecklenburg (1899) och Die Eiszeit (1906).